# هوموود
هوموود (بالإنجليزية: Homewood)‏ هي مدينة أمريكية تقع في ولاية ألاباما.تبلغ مساحة هذه المدينة 21.5 (كم²)،ويبلغ عدد سكانها 25167 نسمة حسب إحصاء سنة 2010 م.تشير الإحصاءات بأن الكثافة السكانية في هذه المدينة تقدر بـ(1164.8) نسمة/كم2.

## التركيبة السكانية
حدّد مكتب تعداد الولايات المتحدة بيانات التركيبة السكانية لهوموود في تعداد الولايات المتحدة. في ما يلي، التركيبة السكانية حسب تعدادي 2000 و2010.

### تعداد عام 2000
بلغ عدد سكان هوموود 25,043 نسمة بحسب تعداد عام 2000، وبلغ عدد الأسر 10,688 أسرة وعدد العائلات 5,880 عائلة مقيمة في المدينة. في حين سجلت الكثافة السكانية 1,147.7 نسمة لكل كيلومتر مربع (2,972.5/ميل2). وبلغ عدد الوحدات السكنية 11,494 وحدة بمتوسط كثافة قدره 526.8 لكل كيلومتر مربع (1,364.4/ميل2).
وتوزع التركيب العرقي للمدينة بنسبة 79.75% من البيض و15.30% من الأمريكيين الأفارقة و0.20% من الأمريكيين الأصليين و2.57% من الأمريكيين ذوي الأصول الآسيوية و0.03% من سكان جزر المحيط الهادئ و1% من الأعراق الأخرى و1.16% من عرقين مختلطين أو أكثر و2.80% من الهسبانيون أو اللاتينيون من أي عرق.
بلغ عدد الأسر 10,688 أسرة كانت نسبة 28.5% منها لديها أطفال تحت سن الثامنة عشر تعيش معهم، وبلغت نسبة الأزواج القاطنين مع بعضهم البعض 41% من أصل المجموع الكلي للأسر، ونسبة 11.4% من الأسر كان لديها معيلات من الإناث دون وجود شريك، بينما كانت نسبة 2.7% من الأسر لديها معيلون من الذكور دون وجود شريكة وكانت نسبة 45% من غير العائلات. تألفت نسبة 36.2% من أصل جميع الأسر من عدة أفراد يعيشون في نفس المنزل ونسبة 9.4% كانت تتألف من شخص يعيش بمفرده يبلغ من العمر 65 عاماً أو أكثر. وبلغ متوسط حجم الأسرة المعيشية 2.16، أما متوسط حجم العائلات فبلغ 2.87.
بلغ العمر الوسطي للسكان 30.5 عاماً. وكانت نسبة 20.3% من القاطنين تحت سن الثامنة عشر، وكانت نسبة 10.7% بين الثامنة عشر والرابعة والعشرين عاماً، ونسبة 33.8% كانت واقعةً في الفئة العمرية ما بين الخامسة والعشرين والرابعة والأربعين عاماً، ونسبة 17.2% كانت ما بين الخامسة والأربعين والرابعة والستين، ونسبة 10.3% كانت ضمن فئة الخامسة والستين عاماً فما فوق. يوجد لكل 100 أنثى 88.5 ذكر، ويوجد لكل 100 أنثى في الثامنة عشر من عمرها فما فوق 84.6 ذكر.
بلغ متوسط دخل الأسرة في المدينة 35,959 دولارًا، أما متوسط دخل العائلة فبلغ 46,439 دولارًا. وكان متوسط دخل الذكور 32,405 دولارًا مقابل 29,865 دولارًا للإناث. وسجل دخل الفرد الخاص بالمدينة 20,701 دولارًا. وكانت نسبة 6.9% من العائلات ونسبة 9.4% من السكان تحت خط الفقر، وكان من هؤلاء نسبة 7.1% تحت سن الثامنة عشر ونسبة 7% في الخامسة والستين من العمر وما فوق.

### تعداد عام 2010
بلغ عدد سكان هوموود 25,167 نسمة بحسب تعداد عام 2010، وبلغ عدد الأسر 10,092 أسرة وعدد العائلات 5,760 عائلة مقيمة في المدينة. في حين سجلت الكثافة السكانية 1,153.4 نسمة لكل كيلومتر مربع (2,987.3/ميل2). وبلغ عدد الوحدات السكنية 11,385 وحدة بمتوسط كثافة قدره 521.8 لكل كيلومتر مربع (1,351.5/ميل2).
وتوزع التركيب العرقي للمدينة بنسبة 74.60% من البيض و17.25% من الأمريكيين الأفارقة و0.20% من الأمريكيين الأصليين و2.20% من الأمريكيين ذوي الأصول الآسيوية و0.03% من سكان جزر المحيط الهادئ و4.35% من الأعراق الأخرى و1.37% من عرقين مختلطين أو أكثر و7.34% من الهسبانيون أو اللاتينيون من أي عرق.
بلغ عدد الأسر 10,092 أسرة كانت نسبة 31.9% منها لديها أطفال تحت سن الثامنة عشر تعيش معهم، وبلغت نسبة الأزواج القاطنين مع بعضهم البعض 41.3% من أصل المجموع الكلي للأسر، ونسبة 12.2% من الأسر كان لديها معيلات من الإناث دون وجود شريك، بينما كانت نسبة 3.7% من الأسر لديها معيلون من الذكور دون وجود شريكة وكانت نسبة 42.9% من غير العائلات. تألفت نسبة 34.4% من أصل جميع الأسر من عدة أفراد يعيشون في نفس المنزل ونسبة 9.8% كانت تتألف من شخص يعيش بمفرده يبلغ من العمر 65 عاماً أو أكثر. وبلغ متوسط حجم الأسرة المعيشية 2.31، أما متوسط حجم العائلات فبلغ 3.02.
بلغ العمر الوسطي للسكان 29.8 عاماً. وكانت نسبة 22.8% من القاطنين تحت سن الثامنة عشر، وكانت نسبة 17.4% بين الثامنة عشر والرابعة والعشرين عاماً، ونسبة 30.8% كانت واقعةً في الفئة العمرية ما بين الخامسة والعشرين والرابعة والأربعين عاماً، ونسبة 19.9% كانت ما بين الخامسة والأربعين والرابعة والستين، ونسبة 9.1% كانت ضمن فئة الخامسة والستين عاماً فما فوق. وتوزع التركيب الجنسي للسكان بنسبة 46.9% ذكور و53.1% إناث.